# LearningBOX
learningBOX株式会社（ラーニングボックス）は、2012年に設立されたEdTech企業。
旧社名は「株式会社龍野情報システム」（たつのじょうほうシステム）。2022年7月に「learningBOX株式会社」に変更された。

## 概要
eラーニングシステム「learningBOX」、無料Webクイズ・問題作成ツール「QuizGenerator」、Web上暗記カード作成ツール「CardGenerator」の開発・運営をメイン事業としている。
創業当初は地元企業や通信学校の請負開発を行っていたが、2011年より代表の西村洋一郎が公開していた無料のWebクイズ・問題作成ツール「QuizGenerator」に成績保存や受講生管理機能を搭載し、2016年にeラーニングシステムを「learningBOX」として発表した。
2023年には株式会社ベネッセコーポレーションが学校法人角川ドワンゴ学園の私立通信制高等学校であるN高等学校・S高等学校（N/S高）に提供したオンライン型アセスメントのシステム開発を担当した。

## 事業内容
- eラーニングの学習管理システム（LMS）「learningBOX」の開発・運営
- Webクイズ・問題作成ツール「QuizGenerator」の開発・運営
- Web暗記カード作成ツール「CardGenerator」の開発・運営
- 学習教材をはじめとするコンテンツの提供

## 沿革
- 2011年 - 「QuizGenerator」サービス開始
- 2012年 - 株式会社龍野情報システム設立
- 2016年 -「learningBOX」サービス開始
- 2021年 - パキスタン国における「技術教育卒業資格取得のための自学自習を支援するeラーニングの導入にかかる基礎調査」に係る業務委託契約を独立行政法人 国際協力機構（JICA）と締結
- 2022年 - learningBOX株式会社に社名変更。学習コンテンツ配布サービス「learningBOX ON」開始。 資本業務提携契約「株式会社ベネッセホールディングス」、「株式会社チェンジホールディングス」。鈴鹿医療科学大学と産学連携協力に関する覚書を締結
- 2023年 - ChatGPT連携「AIでかんたんクイズ生成」サービス開始。 ChatGPT連携新機能、learningBOX「AIアシスト」発表。「World of Learning Conference & Exhibition」（NECバーミンガム）出展。「日本-フィリピンピッチイベント」登壇
- 2024年 - learningBOX多言語対応（18カ国語）サービス開始。

## 加盟団体
- 一般社団法人 日本教育情報化振興会
- 一般社団法人 ICT CONNECT21
- 一般社団法人 ラーニングイノベーションコンソシアム
- 特定非営利活動法人 デジタルラーニング・コンソーシアム
- 特定非営利活動法人 全国検定振興機構

## 受賞歴
- 2023年　第8回 IMS Japan賞「優秀賞」
- 2023年　BOXIL SaaS AWARD Summer 2023　eラーニング(システム)部門「料金の妥当性No.1」「初期設定の容易さNo.1」「Good Service」
- 2023年　BOXIL SaaS AWARD Autumn 2023　eラーニング(システム)部門「料金の妥当性No.1」「初期設定の容易さNo.1」「Good Service」
- 2023年　BOXIL SaaS AWARD Winter 2023　eラーニング（システム）部門「料金の妥当性No.1」「初期設定の容易さNo.1」「サポートの品質No.1」「営業担当の印象No.1」「Good Service」
- 2024年　BOXIL SaaS AWARD Spring 2024　eラーニング（システム）部門「料金の妥当性No.1」「初期設定の容易さNo.1」「サポートの品質No.1」「営業担当の印象No.1」「Good Service」、BOXIL SaaS AWARD 2024　導入事例セクション行政DX部門1位、BOXIL SaaS AWARD Autumn 2024　eラーニング（システム）部門「Good Service」、第21回日本e-Learning大賞 医療系eラーニング全国交流会会長賞、第9回1EdTech Japan賞 優秀賞、第18回ASPICクラウドアワード2024 基幹業務系ASP・SaaS部門 社会貢献賞、BOXIL SaaS AWARD Winter 2024　eラーニング（システム）部門「Good Service」「お役立ち度No.1」

## 主な導入企業
- PayPay銀行株式会社
- 東京ガス株式会社
- 東京海上ディーアール株式会社
- 大鵬薬品工業株式会社
- 株式会社物語コーポレーション
- 株式会社やる気スイッチグループ
- 大学生協事業連合
- 東京大学 災害対策トレーニングセンター
- 同志社小学校
- 京都府向日市
- 鈴鹿医療科学大学
- ルネサンス高校グループ
- 教育出版株式会社

## learningBOX株式会社のパーパス
「世界の誰もが、いつでも、どこでも、自由に学べる未来を創る」
EdTechのチカラで、学びの機会をより多くの人へ。
世界中の人に、学ぶ自由、学ぶ楽しさを。
あらゆる学びをサポートする「箱」であるlearningBOXは、
世界の誰もが、自由に学べる未来を創造します。

## learningBOXの企業キャラクター
2023年にlearningBOX株式会社には、企業キャラクターが登場している。
はこうさ（耳が「？」と「！」なうさぎのようないきもの。よく箱に入っている）、たれみみ（はこうさのおともだち。キメた前髪は「Q」にも見える）、ふわぴか（はこうさのおともだち。もふもふな毛としっぽが電球なのがチャームポイント）の3体がいる。

## 開発システム・コンテンツ

### learningBOX
learningBOX株式会社が開発・運営するlearningBOXは、2016年にリリースされた日本発のeラーニングシステム。低価格で使いやすいことをコンセプトにしたSaaS型提供のシステムである。100アカウントの利用でも年間3万3,000円からという低価格帯が特徴となっている。教材作成、問題・テスト作成、採点・成績管理など、eラーニングに必要な機能が揃っている。
会員登録（生徒登録）、動画や教材のアップロード、成績管理、お知らせ・通知などが１つに詰まった学習用のプラットフォームとして利用可能。学習管理のほか、教材の配布、成果物の提出・共有等、協働学習にも活用できる。API連携により、他のシステムとの連携も可能である。
「教材作成から管理まで、研修を一気通貫で」「検定試験をWeb化する」「サブスクリプションで教材を提供をする」「ナレッジ共有に利用する」など、幅広い目的で、さまざまな業種で利用されている。
AIを活用して、クイズ・テストや暗記カードの自動作成、レポートの採点アシスト、コースの自動生成などを行うことができる。

### QuizGenerator
learningBOX株式会社が開発・運営するQuizGeneratorは2011年に公開された無料のクイズ作成ツール。専門知識がなくても、多種多様な問題形式のクイズ・問題をWeb上で作成・公開することができる。クイズ・問題の形式は全部で13種類。商用利用も無料。企業研修・検定試験などにも活用されている。
learningBOXとの連携で、QuizGeneratorで作成された問題の保存・編集も可能である。大手教科書出版会社で採用され、QuizGeneratorで作成されたクイズが、教科書との二次元コード連携で活用されている。

### CardGenerator
learningBOX株式会社が開発・運営するCardGeneratorは2017年に公開された無料の暗記カード作成ツール。テキストを入力し、Web上で暗記カードが作れるシステムである。learningBOXと連携することで、管理者は学習状況の管理も可能となる。

### AIでかんたんクイズ生成
learningBOX株式会社が開発・運営するAIでかんたんクイズ生成は、2023年より無償公開。「QuizGenerator」サービスサイトのページ上で、短いお題やWebサイト・YouTube動画のURLを入力するだけでクイズを自動生成できるChatGPT連携のツール。会員登録の必要がなく、誰でも無料でAIによるクイズ生成を体験することができる。小学校の授業でも活用されている。